# Diócesis de Kafanchan
La diócesis de Kafanchan (en latín: Dioecesis Kafancana y en inglés: Roman Catholic Diocese of Kafanchan) es una circunscripción eclesiástica de la Iglesia católica en Nigeria. Se trata de una diócesis latina, sufragánea de la arquidiócesis de Kaduna. Desde el 12 de diciembre de 2019 su obispo es Julius Yakubu Kundi.

## Territorio y organización
La diócesis tiene 14 860 km² y extiende su jurisdicción sobre los fieles católicos de rito latino residentes en 7 áreas de gobierno local del estado de Kaduna: Kaura, Jema'a, Jaba, Kauru, Lere, Sanga y Zangon-Kataf.
La sede de la diócesis se encuentra en la ciudad de Kafanchan, en donde se halla la Catedral de San Pedro Claver.
En 2021 en la diócesis existían 53 parroquias.

## Historia
La diócesis fue erigida el 10 de julio de 1995 con la bula Cum ad aeternam del papa Juan Pablo II, obteniendo el territorio de las arquidiócesis de Jos y Kaduna.

## Estadísticas
Según el Anuario Pontificio 2022 la diócesis tenía a fines de 2021 un total de 379 000 fieles bautizados.
| Año                                                                             | Población            | Población | Población      | Sacerdotes | Sacerdotes    | Sacerdotes    | Bautizados por sacerdote | Diáconos permanentes | Religiosos | Religiosos | Parroquias |
| Año                                                                             | Bautizados católicos | Total     | % de católicos | Total      | Clero secular | Clero regular | Bautizados por sacerdote | Diáconos permanentes | Varones    | Mujeres    | Parroquias |
| ------------------------------------------------------------------------------- | -------------------- | --------- | -------------- | ---------- | ------------- | ------------- | ------------------------ | -------------------- | ---------- | ---------- | ---------- |
| 1999                                                                            | 233 781              | 963 197   | 24.3           | 43         | 40            | 3             | 5436                     | 1                    | 3          | 15         | 25         |
| 2000                                                                            | 234 782              | 983 197   | 23.9           | 43         | 40            | 3             | 5460                     | 1                    | 3          | 13         | 25         |
| 2001                                                                            | 235 783              | 1 003 197 | 23.5           | 43         | 40            | 3             | 5483                     | 1                    | 3          | 20         | 25         |
| 2002                                                                            | 241 858              | 1 023 197 | 23.6           | 42         | 40            | 2             | 5758                     | 1                    | 2          | 17         | 25         |
| 2003                                                                            | 248 751              | 1 051 335 | 23.7           | 39         | 37            | 2             | 6378                     | 1                    | 2          | 20         | 28         |
| 2004                                                                            | 250 000              | 1 080 247 | 23.1           | 42         | 40            | 2             | 5952                     | 1                    | 2          | 26         | 30         |
| 2006                                                                            | 265 472              | 1 141 000 | 23.3           | 57         | 51            | 6             | 4657                     | 1                    | 6          | 22         | 30         |
| 2011                                                                            | 301 803              | 1 328 000 | 22.7           | 66         | 63            | 3             | 4572                     | 1                    | 4          | 47         | 37         |
| 2013                                                                            | 302 900              | 1 511 000 | 20.0           | 72         | 67            | 5             | 4206                     | 1                    | 25         | 48         | 43         |
| 2016                                                                            | 315 000              | 1 604 827 | 19.6           | 85         | 80            | 5             | 3705                     | 1                    | 80         | 44         | 50         |
| 2019                                                                            | 337 000              | 1 737 700 | 19.4           | 87         | 84            | 3             | 3873                     |                      | 332        | 40         | 51         |
| 2021                                                                            | 379 000              | 1 839 900 | 20.6           | 100        | 97            | 3             | 3790                     |                      | 200        | 34         | 53         |
| Fuente: Catholic-Hierarchy, que a su vez toma los datos del Anuario Pontificio. |                      |           |                |            |               |               |                          |                      |            |            |            |

## Episcopologio
- Joseph Danlami Bagobiri † (10 de julio de 1995-27 de febrero de 2018 falleció)
- Julius Yakubu Kundi, desde el 12 de diciembre de 2019